# Gary Sprake
Gary Sprake, né le 3 avril 1945 à Swansea et mort le 18 octobre 2016, est un footballeur international gallois qui évolue au poste de gardien de but.

## Biographie

### En club
Avec Leeds United, Gary Sprake joue huit matchs de Coupe d'Europe des clubs champions et cinquante rencontres de Coupe des villes de foires / Coupe de l'UEFA. 
Après l'obtention de deux Coupe des villes de foires (1967-1968 et 1970-1971), le 20 septembre 1971, il joue la finale pour l'obtention définitive du trophée mais son équipe s'incline 2-1 face au FC Barcelone.
Il dispute un total de 396 matchs au sein des championnats anglais.

### En équipe nationale
Avec l'équipe nationale galloise, il compte 37 sélections entre 1963 et 1974. Toutefois, seulement 36 sélections sont officiellement reconnues par la FIFA.
Il joue son premier match en équipe nationale le 20 novembre 1963, contre l'Écosse (défaite 2-1 à Glasgow). Il reçoit sa dernière sélection le 20 novembre 1974, contre le Luxembourg (victoire 5-0 à Swansea).
Il participe aux éliminatoires du mondial 1966, puis aux éliminatoires du mondial 1970, et enfin aux éliminatoires du mondial 1974.

## Palmarès
- Vainqueur de la Coupe des villes de foires en 1968 et 1971 avec Leeds United
- Finaliste de la Coupe des villes de foires en 1967 avec Leeds United
- Champion d'Angleterre en 1969 avec Leeds United
- Vice-champion d'Angleterre en 1965, 1966, 1970, 1971 et 1972 avec Leeds United
- Champion d'Angleterre de D2 en 1964 avec Leeds United
- Vainqueur de la Coupe d'Angleterre en 1972 avec Leeds United
- Finaliste de la Coupe d'Angleterre en 1965 et 1970 avec Leeds United
- Vainqueur de la Coupe de la Ligue en 1968 avec Leeds United
- Vainqueur du Charity Shield en 1969 avec Leeds United